# Without End Tour
Without End Tour fue una gira de conciertos musicales de la banda de rock norteamericana Bon Jovi, que se extendió desde 1986 hasta 1987, con el fin de promocionar su álbum Slippery When Wet. 

## Banda
- Jon Bon Jovi – voz, guitarra
- Richie Sambora – guitarra, voz, box tube
- Alec John Such – bajo, voz
- Tico Torres – batería, percusión
- David Bryan – teclado, piano, voz

## Lista de temas
- Pink Flamingos
- Raise Your Hands
- Breakout
- I'd Die for You
- Tokyo Road
- You Give Love a Bad Name
- Wild in the Streets
- Silent Night
- Livin' on a Prayer
- Let it Rock
- Guitar Solo
- Drum Solo
- In and Out of Love
- Runaway
- Wanted Dead or Alive
- Drift Away (Dobie Gray Cover)
- Get Ready

## Fechas de la gira
| Fecha                          | Ciudad           | País                                | Lugar                                              |
| Norteamérica                   | Norteamérica     | Norteamérica                        | Norteamérica                                       |
| ------------------------------ | ---------------- | ----------------------------------- | -------------------------------------------------- |
| 1 de julio de 1986             | Providence       | Estados Unidos                      | Providence Civic Center (opening for 38 Special)   |
| 4 de julio de 1986             | Manor            | Estados Unidos                      | Manor Downs - Farm Aid Festival                    |
| 14 de julio de 1986            | Vancouver        | Canadá                              | PNE Coliseum                                       |
| 16 de julio de 1986            | Calgary          | Canadá                              | Max Bell Centre                                    |
| 17 de julio de 1986            | Edmonton         | Canadá                              | Northlands Coliseum                                |
| 19 de julio de 1986            | Winnipeg         | Canadá                              | Winnipeg Arena                                     |
| 22 de julio de 1986            | Toronto          | Canadá                              | Maple Leaf Gardens                                 |
| 23 de julio de 1986            | Montreal         | Canadá                              | Montreal Forum                                     |
| 24 de julio de 1986            | Quebec City      | Canadá                              | Colisée Québec                                     |
| 25 de julio de 1986            | Ottawa           | Canadá                              | Ottawa Civic Centre                                |
| Asia                           |                  |                                     |                                                    |
| 11 de agosto de 1986           | Nagoya           | Japón                               | Aichi Kōsei Nenkin Kaikan                          |
| 12 de agosto de 1986           | Fukuoka          | Japón                               | Fukuoka Sunplace                                   |
| 13 de agosto de 1986           | Osaka            | Japón                               | Festival Hall                                      |
| 14 de agosto de 1986           | Osaka            | Japón                               | Festival Hall                                      |
| 16 de agosto de 1986           | Kobe             | Japón                               | Kobe International House                           |
| 18 de agosto de 1986           | Tokio            | Japón                               | Nippon Budokan                                     |
| 20 de agosto de 1986           | Yokohama         | Japón                               | Yokohama Cultural Gymnasium                        |
| 21 de agosto de 1986           | Sendai           | Japón                               | Miyagi Prefectural Auditorium                      |
| 23 de agosto de 1986           | Aomori           | Japón                               | Aomori Civic Cultural Hall                         |
| 25 de agosto de 1986           | Sapporo          | Japón                               | Hokkaido Koseinenkin Hall                          |
| Monsters of Rock Festival 1986 |                  |                                     |                                                    |
| 30 de agosto de 1986           | Núremberg        | Alemania                            | Zeppelinfeld                                       |
| 31 de agosto de 1986           | Mannheim         | Alemania                            | Maimarkt-Gelände                                   |
| North America                  |                  |                                     |                                                    |
| 12 de septiembre de 1986       | East Rutherford  | Inglaterra                          | Brendan Byrne Arena (opening for 38 Special)       |
| 13 de septiembre de 1986       | Mansfield        | Inglaterra                          | Great Woods (opening for 38 Special)               |
| 23 de septiembre de 1986       | Cullowhee        | Inglaterra                          | Ramsey Center                                      |
| 28 de septiembre de 1986       | Pelham           | Inglaterra                          | Oak Mountain Amphitheatre (opening for 38 Special) |
| 7 de octubre de 1986           | Pittsburgh       | Inglaterra                          | Civic Arena (opening for 38 Special)               |
| 8 de octubre de 1986           | Dayton           | Hara Arena (opening for 38 Special) |                                                    |
| Europe                         |                  |                                     |                                                    |
| 7 de noviembre de 1986         | Bradford         | Inglaterra                          | St George's Hall                                   |
| 9 de noviembre de 1986         | Ipswich          | Inglaterra                          | Gaumont Theater                                    |
| 10 de noviembre de 1986        | Sheffield        | Inglaterra                          | Sheffield City Hall                                |
| 11 de noviembre de 1986        | Birmingham       | Inglaterra                          | Birmingham Odeon                                   |
| 12 de noviembre de 1986        | Edinburgh        | Escocia                             | Edinburgh Playhouse                                |
| 14 de noviembre de 1986        | Mánchester       | Inglaterra                          | Manchester Apollo                                  |
| 15 de noviembre de 1986        | Newcastle        | Inglaterra                          | Newcastle City Hall                                |
| 17 de noviembre de 1986        | Londres          | Inglaterra                          | Hammersmith Odeon                                  |
| 18 de noviembre de 1986        | Londres          | Inglaterra                          | Hammersmith Odeon                                  |
| 20 de noviembre de 1986        | Liverpool        | Inglaterra                          | Liverpool Royal Court                              |
| 21 de noviembre de 1986        | Stoke-on-Trent   | Inglaterra                          | Victoria hall                                      |
| 23 de noviembre de 1986        | Leicester        | Inglaterra                          | De Montfort Hall                                   |
| 24 de noviembre de 1986        | Londres          | Inglaterra                          | Hammersmith Odeon                                  |
| 25 de noviembre de 1986        | Londres          | Inglaterra                          | Hammersmith Odeon                                  |
| 26 de noviembre de 1986        | Bradford         | Inglaterra                          | St George's Hall                                   |
| 27 de noviembre de 1986        | Arnhem           | Países Bajos                        | Rijnhal                                            |
| 28 de noviembre de 1986        | París            | Francia                             | Le Zénith                                          |
| 29 de noviembre de 1986        | Lausanne         | Suiza                               | CIG da Malley                                      |
| 30 de noviembre de 1986        | Wuerzburg        | Alemania                            | Carl-Diem-Halle                                    |
| 2 de diciembre de 1986         | Dortmund         | Alemania                            | Westfalenhallen                                    |
| 3 de diciembre de 1986         | Hannover         | Alemania                            | Stadionsporthalle                                  |
| 4 de diciembre de 1986         | Copenhague       | Dinamarca                           | K.B. Hallen                                        |
| 6 de diciembre de 1986         | Stockholm        | Suecia                              | Johanneshovs Isstadion                             |
| 8 de diciembre de 1986         | Helsinki         | Finlandia                           | Helsinki Ice Hall                                  |
| North America                  |                  |                                     |                                                    |
| 19 de diciembre de 1986        | Baltimore        | Estados Unidos                      | Baltimore Arena                                    |
| 20 de diciembre de 1986        | Bethlehem        | Estados Unidos                      | Stabler Arena                                      |
| 21 de diciembre de 1986        | Johnstown        | Estados Unidos                      | Cambria County War Memorial Arena                  |
| 26 de diciembre de 1986        | Portland         | Estados Unidos                      | Cumberland County Civic Center                     |
| 27 de diciembre de 1986        | Worcester        | Estados Unidos                      | The Centrum                                        |
| 29 de diciembre de 1986        | Baltimore        | Estados Unidos                      | Baltimore Arena                                    |
| 30 de diciembre de 1986        | New Haven        | Estados Unidos                      | New Haven Coliseum                                 |
| 31 de diciembre de 1986        | East Rutherford  | Estados Unidos                      | Brendan Byrne Arena                                |
| 2 de enero de 1987             | Hersey           | Estados Unidos                      | Hersheypark Arena                                  |
| 3 de enero de 1987             | Wilkes-Barre     | Estados Unidos                      | Kingston Armory                                    |
| 9 de enero de 1987             | Denver           | Estados Unidos                      | McNichols Arena                                    |
| 10 de enero de 1987            | Albuquerque      | Estados Unidos                      | Tingley Coliseum                                   |
| 11 de enero de 1987            | El Paso          | Estados Unidos                      | El Paso County Coliseum                            |
| 13 de enero de 1987            | Tucson           | Estados Unidos                      | Tucson Convention Center                           |
| 14 de enero de 1987            | Phoenix          | Estados Unidos                      | Arizona Veterans Memorial Coliseum                 |
| 16 de enero de 1987            | San Diego        | Estados Unidos                      | San Diego Sports Arena                             |
| 17 de enero de 1987            | Paradise         | Estados Unidos                      | Thomas & Mack Center                               |
| 19 de enero de 1987            | San Bernardino   | Estados Unidos                      | Orange Pavilion                                    |
| 20 de enero de 1987            | Fresno           | Estados Unidos                      | Selland Arena                                      |
| 21 de enero de 1987            | Long Beach       | Estados Unidos                      | Long Beach Arena                                   |
| 23 de enero de 1987            | Reno             | Estados Unidos                      | Lawlor Events Center                               |
| 24 de enero de 1987            | Daly City        | Estados Unidos                      | Cow Palace                                         |
| 26 de enero de 1987            | Spokane          | Estados Unidos                      | Spokane Coliseum                                   |
| 27 de enero de 1987            | Seattle          | Estados Unidos                      | Seattle Center Coliseum                            |
| 31 de enero de 1987            | Tyler            | Estados Unidos                      | Coliseum                                           |
| 2 de febrero de 1987           | Dallas           | Estados Unidos                      | Reunion Arena                                      |
| 3 de febrero de 1987           | Corpus Christi   | Estados Unidos                      | Memorial Coliseum                                  |
| 4 de febrero de 1987           | San Antonio      | Estados Unidos                      | Convention Center                                  |
| 6 de febrero de 1987           | Lake Charles     | Estados Unidos                      | Lake Charles Civic Center                          |
| 7 de febrero de 1987           | Houston          | Estados Unidos                      | The Summit                                         |
| 8 de febrero de 1987           | Austin           | Estados Unidos                      | Frank Erwin Center                                 |
| 10 de febrero de 1987          | Shreveport       | Estados Unidos                      | Hirsch Memorial Coliseum                           |
| 11 de febrero de 1987          | Starkville       | Estados Unidos                      | Humphrey Coliseum                                  |
| 12 de febrero de 1987          | Biloxi           | Estados Unidos                      | Mississippi Coast Coliseum                         |
| 14 de febrero de 1987          | Pembroke Pines   | Estados Unidos                      | Hollywood Sportatorium                             |
| 15 de febrero de 1987          | San Petersburgo  | Estados Unidos                      | Bayfront Center                                    |
| 17 de febrero de 1987          | North Fort Myers | Estados Unidos                      | Lee County Civic Center                            |
| 18 de febrero de 1987          | Jacksonville     | Estados Unidos                      | Jacksonville Coliseum                              |
| 20 de febrero de 1987          | San Juan         | Puerto Rico                         | Roberto Clemente Coliseum                          |
| 21 de febrero de 1987          | San Juan         | Puerto Rico                         | Hiram Bithorn Stadium                              |
| 24 de febrero de 1987          | Oklahoma City    | Estados Unidos                      | The Myriad                                         |
| 26 de febrero de 1987          | Kansas City      | Estados Unidos                      | Kemper Arena                                       |
| 27 de febrero de 1987          | San Luis         | Estados Unidos                      | Kiel Auditorium                                    |
| 28 de febrero de 1987          | Little Rock      | Estados Unidos                      | Barton Coliseum                                    |
| 1 de marzo de 1987             | Shreveport       | Estados Unidos                      | Hirsch Memorial Coliseum                           |
| 2 de marzo de 1987             | Starkville       | Estados Unidos                      | Humphrey Coliseum                                  |
| 3 de marzo de 1987             | Indianápolis     | Estados Unidos                      | Market Square Arena                                |
| 4 de marzo de 1987             | Chicago          | Estados Unidos                      | UIC Pavilion                                       |
| 5 de marzo de 1987             | Chicago          | Estados Unidos                      | UIC Pavilion                                       |
| 6 de marzo de 1987             | Rochester        | Estados Unidos                      | Mayo Civic Center                                  |
| 8 de marzo de 1987             | Milwaukee        | Estados Unidos                      | MECCA Arena                                        |
| 10 de marzo de 1987            | Detroit          | Estados Unidos                      | Cobo Arena                                         |
| 11 de marzo de 1987            | Detroit          | Estados Unidos                      | Cobo Arena                                         |
| 12 de marzo de 1987            | Indianápolis     | Estados Unidos                      | Market Square Arena                                |
| 14 de marzo de 1987            | Rockford         | Estados Unidos                      | Rockford Metro Center                              |
| 15 de marzo de 1987            | Quebec City      | Canadá                              | Colisée Pepsi                                      |
| 18 de marzo de 1987            | Cincinnati       | Estados Unidos                      | Cincinnati Gardens                                 |
| 19 de marzo de 1987            | Cincinnati       | Estados Unidos                      | Cincinnati Gardens                                 |
| 20 de marzo de 1987            | Johnson City     | Estados Unidos                      | Freedom Hall Civic Center                          |
| 21 de marzo de 1987            | Lexington        | Estados Unidos                      | Rupp Arena                                         |
| 23 de marzo de 1987            | Atlanta          | Estados Unidos                      | The Omni                                           |
| 24 de marzo de 1987            | Atlanta          | Estados Unidos                      | The Omni                                           |
| 25 de marzo de 1987            | Charlotte        | Estados Unidos                      | Charlotte Coliseum                                 |
| 27 de marzo de 1987            | Pittsburgh       | Estados Unidos                      | Pittsburgh Civic Arena                             |
| 28 de marzo de 1987            | Buffalo          | Estados Unidos                      | Buffalo Memorial Auditorium                        |
| 30 de marzo de 1987            | Richfield        | Estados Unidos                      | Richfield Coliseum                                 |
| 31 de marzo de 1987            | Huntington       | Estados Unidos                      | Huntington Civic Coliseum                          |
| 2 de abril de 1987             | Filadelfia       | Estados Unidos                      | The Spectrum                                       |
| 3 de abril de 1987             | Hartford         | Estados Unidos                      | Hartford Civic Center                              |
| 4 de abril de 1987             | Filadelfia       | Estados Unidos                      | The Spectrum                                       |
| 5 de abril de 1987             | Filadelfia       | Estados Unidos                      | The Spectrum                                       |
| 7 de abril de 1987             | Uniondale        | Estados Unidos                      | Nassau Veterans Memorial Coliseum                  |
| 8 de abril de 1987             | Uniondale        | Estados Unidos                      | Nassau Veterans Memorial Coliseum                  |
| 9 de abril de 1987             | Binghamton       | Estados Unidos                      | Broome County Veterans Memorial Arena              |
| 10 de abril de 1987            | Troy             | Estados Unidos                      | Houston Fieldhouse                                 |
| 11 de abril de 1987            | Springfield      | Estados Unidos                      | Springfield Civic Center                           |
| 13 de abril de 1987            | Largo            | Estados Unidos                      | Coliseum                                           |
| 15 de abril de 1987            | Filadelfia       | Estados Unidos                      | The Spectrum                                       |
| 16 de abril de 1987            | Filadelfia       | Estados Unidos                      | The Spectrum                                       |
| 1 de mayo de 1987              | Providence       | Estados Unidos                      | Providence Civic Center                            |
| 2 de mayo de 1987              | Providence       | Estados Unidos                      | Providence Civic Center                            |
| 3 de mayo de 1987              | Syracuse         | Estados Unidos                      | Onondaga War Memorial                              |
| 5 de mayo de 1987              | Pittsburgh       | Estados Unidos                      | Pittsburgh Civic Arena                             |
| 6 de mayo de 1987              | Richfield        | Estados Unidos                      | Richfield Coliseum                                 |
| 8 de mayo de 1987              | Richmond         | Estados Unidos                      | Richmond Coliseum                                  |
| 9 de mayo de 1987              | Greensboro       | Estados Unidos                      | Greensboro Coliseum                                |
| 10 de mayo de 1987             | Hampton          | Estados Unidos                      | Hampton Coliseum                                   |
| 12 de mayo de 1987             | Huntsville       | Estados Unidos                      | Von Braun Civic Center                             |
| 13 de mayo de 1987             | Knoxville        | Estados Unidos                      | James White Civic Coliseum                         |
| 14 de mayo de 1987             | Birmingham       | Estados Unidos                      | BJCC                                               |
| 16 de mayo de 1987             | Antoich          | Estados Unidos                      | Starwood Amphitheatre                              |
| 17 de mayo de 1987             | Des Moines       | Estados Unidos                      | Iowa State Fair                                    |
| 18 de mayo de 1987             | St. Louis        | Estados Unidos                      | Kiel Auditorium                                    |
| 19 de mayo de 1987             | Des Moines       | Estados Unidos                      | Iowa State Fair                                    |
| 20 de mayo de 1987             | Fort Wayne       | Estados Unidos                      | War Memorial Coliseum                              |
| 21 de mayo de 1987             | Indianapolis     | Estados Unidos                      | Market Square Arena                                |
| 22 de mayo de 1987             | Louisville       | Estados Unidos                      | Freedom Hall                                       |
| 23 de mayo de 1987             | Battle Creek     | Estados Unidos                      | Kellogg Arena                                      |
| 24 de mayo de 1987             | Thornville       | Estados Unidos                      | Buckeye Lake Music Center                          |
| 26 de mayo de 1987             | Detroit          | Estados Unidos                      | Joe Louis Arena                                    |
| 27 de mayo de 1987             | Detroit          | Estados Unidos                      | Joe Louis Arena                                    |
| 29 de mayo de 1987             | Detroit          | Estados Unidos                      | Joe Louis Arena                                    |
| 30 de mayo de 1987             | Detroit          | Estados Unidos                      | Joe Louis Arena                                    |
| 31 de mayo de 1987             | Rosemont         | Estados Unidos                      | Rosemont Horizon                                   |
| 5 de junio de 1987             | Rockford         | Estados Unidos                      | Rockford Metro Center                              |
| 6 de junio de 1987             | Mineápolis       | Estados Unidos                      | Met Center                                         |
| 7 de junio de 1987             | Mineápolis       | Estados Unidos                      | Met Center                                         |
| 9 de junio de 1987             | Peoria           | Estados Unidos                      | Peoria Civic Center                                |
| 10 de junio de 1987            | Cedar Rapids     | Estados Unidos                      | Five Seasons Center                                |
| 11 de junio de 1987            | Kansas City      | Estados Unidos                      | Kemper Arena                                       |
| 13 de junio de 1987            | Casper           | Estados Unidos                      | Casper Events Center                               |
| 14 de junio de 1987            | Denver           | Estados Unidos                      | McNichols Arena                                    |
| 15 de junio de 1987            | Denver           | Estados Unidos                      | McNichols Arena                                    |
| 17 de junio de 1987            | Salt Lake City   | Estados Unidos                      | Salt Palace                                        |
| 18 de junio de 1987            | Salt Lake City   | Estados Unidos                      | Salt Palace                                        |
| 20 de junio de 1987            | Irvine           | Estados Unidos                      | Irvine Meadows Amphitheater                        |
| 21 de junio de 1987            | Irvine           | Estados Unidos                      | Irvine Meadows Amphitheater                        |
| 22 de junio de 1987            | Irvine           | Estados Unidos                      | Irvine Meadows Amphitheater                        |
| 25 de junio de 1987            | Mountain View    | Estados Unidos                      | Shoreline Amphitheatre                             |
| 26 de junio de 1987            | Mountain View    | Estados Unidos                      | Shoreline Amphitheatre                             |
| 27 de junio de 1987            | Mountain View    | Estados Unidos                      | Shoreline Amphitheatre                             |
| 29 de junio de 1987            | Portland         | Estados Unidos                      | Memorial Coliseum                                  |
| 30 de junio de 1987            | Portland         | Estados Unidos                      | Memorial Coliseum                                  |
| 2 de julio de 1987             | Vancouver        | Canadá                              | Pacific Coliseum                                   |
| 3 de julio de 1987             | Akron            | Estados Unidos                      | Rubber Bowl                                        |
| 10 de julio de 1987            | East Troy        | Estados Unidos                      | Alpine Valley Music Theatre                        |
| 12 de julio de 1987            | Toronto          | Canadá                              | Canadian National Exhibition Grandstand            |
| 14 de julio de 1987            | Quebec City      | Canadá                              | Colisée Pepsi                                      |
| 15 de julio de 1987            | Ottawa           | Canadá                              | Ottawa Civic Centre                                |
| 18 de julio de 1987            | Pittsburgh       | Estados Unidos                      | Pittsburgh Civic Arena                             |
| 23 de julio de 1987            | Hershey          | Estados Unidos                      | Hersheypark Arena                                  |
| 24 de julio de 1987            | Largo            | Estados Unidos                      | Coliseum                                           |
| 25 de julio de 1987            | Erie             | Estados Unidos                      | Liberty Park Amphitheatre                          |
| 27 de julio de 1987            | Mansfield        | Estados Unidos                      | Great Woods Performing Arts Center                 |
| 28 de julio de 1987            | Mansfield        | Estados Unidos                      | Great Woods Performing Arts Center                 |
| 29 de julio de 1987            | Mansfield        | Estados Unidos                      | Great Woods Performing Arts Center                 |
| 1 de agosto de 1987            | Nueva York       | Estados Unidos                      | Madison Square Garden                              |
| 2 de agosto de 1987            | Nueva York       | Estados Unidos                      | Madison Square Garden                              |
| 3 de agosto de 1987            | Nueva York       | Estados Unidos                      | Madison Square Garden                              |
| 6 de agosto de 1987            | East Rutherford  | Estados Unidos                      | Brendan Byrne Arena                                |
| 7 de agosto de 1987            | East Rutherford  | Estados Unidos                      | Brendan Byrne Arena                                |
| 9 de agosto de 1987            | Uniondale        | Estados Unidos                      | Nassau Veterans Memorial Coliseum                  |
| 10 de agosto de 1987           | Uniondale        | Estados Unidos                      | Nassau Veterans Memorial Coliseum                  |
| Europe                         |                  |                                     |                                                    |
| 22 de agosto de 1987           | Donington Park   | Inglaterra                          | Monsters of Rock                                   |
| Oceania                        |                  |                                     |                                                    |
| 5 de septiembre de 1987        | Melbourne        | Australia                           | Melbourne Sports and Entertainment Centre          |
| 6 de septiembre de 1987        | Melbourne        | Australia                           | Melbourne Sports and Entertainment Centre          |
| 7 de septiembre de 1987        | Melbourne        | Australia                           | Melbourne Sports and Entertainment Centre          |
| 8 de septiembre de 1987        | Melbourne        | Australia                           | Melbourne Sports and Entertainment Centre          |
| 9 de septiembre de 1987        | Melbourne        | Australia                           | Melbourne Sports and Entertainment Centre          |
| 10 de septiembre de 1987       | Melbourne        | Australia                           | Melbourne Sports and Entertainment Centre          |
| 12 de septiembre de 1987       | Brisbane         | Australia                           | Brisbane Entertainment Centre                      |
| 14 de septiembre de 1987       | Sídney           | Australia                           | Sídney Entertainment Centre                        |
| 15 de septiembre de 1987       | Sídney           | Australia                           | Sídney Entertainment Centre                        |
| 16 de septiembre de 1987       | Sídney           | Australia                           | Sídney Entertainment Centre                        |
| 17 de septiembre de 1987       | Sídney           | Australia                           | Sídney Entertainment Centre                        |
| 18 de septiembre de 1987       | Sídney           | Australia                           | Sídney Entertainment Centre                        |
| 19 de septiembre de 1987       | Auckland         | Nueva Zelanda                       | Western Springs                                    |
| Asia                           |                  |                                     |                                                    |
| 24 de septiembre de 1987       | Tokio            | Japón                               | Nippon Budokan                                     |
| 25 de septiembre de 1987       | Tokio            | Japón                               | Nippon Budokan                                     |
| 26 de septiembre de 1987       | Tokio            | Japón                               | Nippon Budokan                                     |
| 27 de septiembre de 1987       | Tokio            | Japón                               | Nippon Budokan                                     |
| 28 de septiembre de 1987       | Tokio            | Japón                               | Nippon Budokan                                     |
| 29 de septiembre de 1987       | Tokio            | Japón                               | Nippon Budokan                                     |
| 30 de septiembre de 1987       | Tokio            | Japón                               | Nippon Budokan                                     |
| 1 de octubre de 1987           | Yokohama         | Japón                               | Yokohama Cultural Gymnasium                        |
| 3 de octubre de 1987           | Osaka            | Japón                               | Aichi Prefecture Gymnasium                         |
| 5 de octubre de 1987           | Osaka            | Japón                               | Osaka-jō Hall                                      |
| 6 de octubre de 1987           | Osaka            | Japón                               | Osaka-jō Hall                                      |
| 7 de octubre de 1987           | Shizuoka         | Japón                               | Shizuoka Industrial Hall                           |
| North America                  |                  |                                     |                                                    |
| 15 de octubre de 1987          | Honolulu         | Estados Unidos                      | Neal S. Blaisdell Center                           |
| 16 de octubre de 1987          | Honolulu         | Estados Unidos                      | Neal S. Blaisdell Center                           |
| 17 de octubre de 1987          | Honolulu         | Estados Unidos                      | Neal S. Blaisdell Center                           |